# Święty Walerian
Święty Walerian, łac. Valerianus (ur. II wiek, zm. ok. 230) – męczennik chrześcijański, święty Kościoła katolickiego i prawosławnego.

## Żywot świętego
Święty Walerian żył na przełomie II i III wieku.  Według skąpych źródeł historycznych, był bratem św. Tyburcjusza. Obaj zginęli śmiercią męczeńską  na początku III wieku. Zostali pochowani na cmentarzu przy Via Appia. Pozostałe informacje pochodzą z legend o św. Cecylii, którą stracono w kilka dni później.
Hagiografia
Walerian był szlachetnie urodzonym poganinem, za którego miała być wydana Cecylia, pragnąca poświęcić swe życie Bogu. W dniu zamążpójścia Cecylia powiedziała o tym pragnieniu Walerianowi, jak i o aniele strzegącym jej czystości ciała.
Złota legenda
Według Złotej legendy (Jakuba de Voragine), podczas nocy poślubnej Cecylia wyznała mężowi, że towarzyszy jej Anioł Stróż. Ujrzenie go jest możliwe tylko wtedy, kiedy Walerian przyjmie chrzest i "oczyści się".
Sakramentu Walerianowi udzielił papież św. Urban. Po powrocie z uroczystości, Walerian znalazł Cecylię w towarzystwie anioła trzymającego dwa wieńce z róż i lilii. Po wręczeniu wieńców Cecylii i Walerianowi anioł powiedział:
Te wieńce przez zachowanie czystości zachowajcie nietknięte, bom je wam od Boga przyniósł.
Wieńce te miały być niewidoczne dla osób nieczystych.
Tyburcjusz
W ślad za Walerianem chrzest przyjął jego brat Tyburcjusz. Od tej chwili bracia zaczęli czynić dobro, przejawiające akt miłosierdzia, m.in. grzebiąc ciała chrześcijańskich męczenników. Zostali przyłapani przez jednego z prefektów, który kazał im złożyć ofiarę pogańskim bogom. Gdy odmówili, wyprowadzono ich poza Rzym, skatowano i ścięto mieczem. Prawdopodobne był to rok ok. 230.
Dzień później św. Maksym, żołnierz rzymski, został zatłuczony na śmierć biczami po tym, jak oznajmił, że był świadkiem wstąpienia dusz Waleriana i Tyburcjusza do nieba.

## Kult

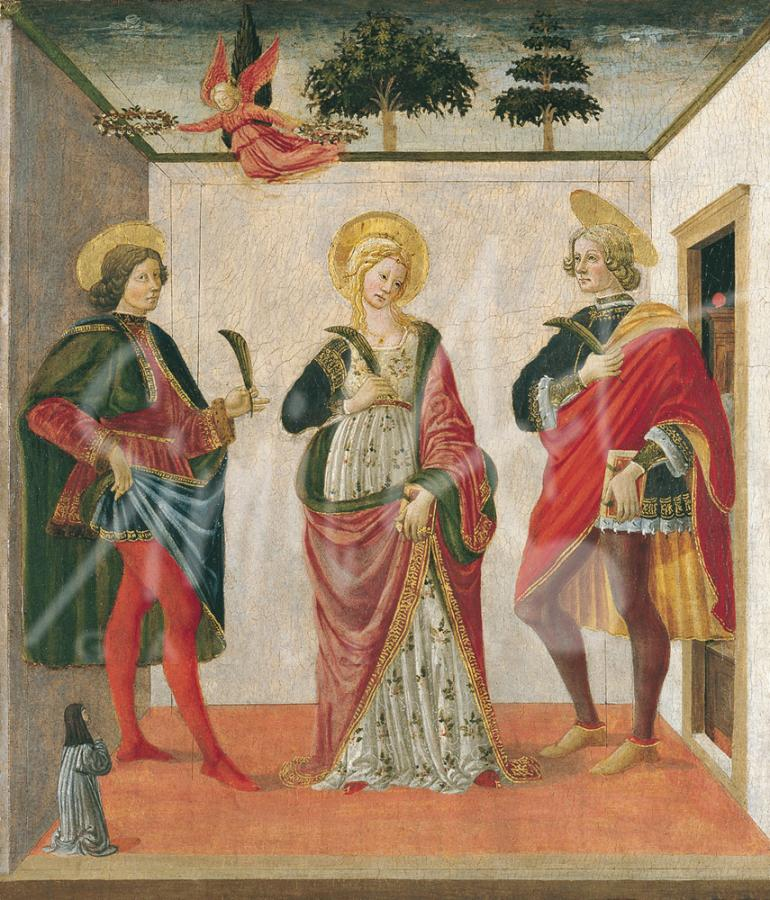
Święty Walerian, św. Cecylia i Tyburcjusz

Wspomnienie liturgiczne św. Waleriana i Towarzyszy obchodzone jest w Kościele katolickim 14 kwietnia (lub 15 kwietnia).
Cerkiew prawosławna wspomina męczennicę Cecylię Rzymską i świętych męczenników: Waleriana i Towarzyszy, 22 listopada/5 grudnia, tj. 5 grudnia według kalendarza gregoriańskiego.
Kult w Polsce
W Kościele Niepokalanego Poczęcia NMP w Górze Kalwarii znajduje się sarkofag z czarnego marmuru, w którym przechowywane są relikwie św. Waleriana, pobrane z katakumb św. Pryscylli przy Via Nomentana w Rzymie i sprowadzone do Polski przez biskupa Stefana Wierzbowskiego w 1683 roku.
Patronat
Po sprowadzeniu relikwii do Polski, biskup ogłosił św. Waleriana patronem ziemi czerskiej.
Walerian jest również patronem chroniącym od klęsk żywiołowych, w szczególności sztormu.